# Gibson ES-339
La Gibson ES-339 est une guitare électrique à corps semi-creux produite par le Custom Shop de Gibson de Memphis à partir de 2007. Ce modèle s'inspire de l'ES-335 dont il reprend la plupart de ses caractéristiques, avec une dimension du corps plus petite.

## Options
L'ES-339 est construite avec deux modèles de manches : l'un très proche du manche « 60 », fin et au profil arrière plutôt plat, et l'autre « 59 », plus épais.
Les micros sont des « Classic 57' », dont les spécifications approchent celles du « P.A.F » des années 50, notamment les aimants en Alnico 2. À partir de 2016, Gibson Memphis équipe ses ES-339 de Burstbuckers.
Gibson propose plusieurs coloris et qualités esthétiques de bois pour le corps (érable flammé par exemple).

## Histoire
L'idée originale est de proposer une guitare ayant l'aspect général de sa grande sœur l'ES-335 et ses caractéristiques sonores principales, avec des dimensions réduites (le diapason reste le même 24,75 pouces), la rendant plus maniable, et moins lourde. La solution technique est donc la même (manche acajou collé par tenon à un corps creux en érable muni d'une poutre centrale en érable pour éviter les effets de larsen indésirables).
Les potentiomètres de volume sont logarithmiques, contrairement à l'ES-335, évitant un filtrage des aigus à l'abaissement du volume (Gibson a nommé ce système le « Memphis Tone Circuit ». 
À partir de 2010, Gibson introduit une ES-339 munie de repères de touche (inlays) rectangulaires. En 2013, la ES-339 Studio sort des usines de Memphis. Il s'agit d'une version plus économique pourvue d'un binding noir.  
À partir de son gabarit, d'autres modèles vont voir le jour, comme la ES-390 et la ES 349 en 2013, munie d'un manche de ES-175. Assemblée à partir d'accastillage de modèles anciens, ces modèles offrent une esthétique rétro. Enfin, le modèle ES-336 est basé sur celui de l'ES-339 mais dans une version plus luxueuse, notamment grâce à une table en érable flammée. Le guitariste de Steely Dan, Jon Herington, en possède une qu'il a fait customiser.